# Condizioni al contorno di Cauchy
In matematica, una condizione al contorno di Cauchy, il cui nome si deve al matematico francese Augustin-Louis Cauchy, è una condizione al contorno utilizzata nello studio di equazioni differenziali ordinarie o alle derivate parziali, in cui sono dati il valore della funzione incognita sui bordi del dominio di definizione del problema differenziale, e il valore della sua derivata direzionale normale a tale superficie. Ciò corrisponde a imporre sia una condizione al contorno di Neumann che una condizione al contorno di Dirichlet.
In un'equazione differenziale ordinaria del secondo ordine per avere una particolare soluzione si deve specificare il valore della funzione incognita e della sua derivata in un dato punto {\displaystyle a} iniziale o della frontiera del dominio di definizione dell'equazione:
{\displaystyle y(a)=\alpha \qquad y'(a)=\beta }
Le condizioni al contorno di Cauchy generalizzano questo tipo di impostazione. Scrivendo le derivate parziali come:
{\displaystyle u_{x}={\partial u \over \partial x}\qquad u_{xy}={\partial ^{2}u \over \partial y\,\partial x}}
e considerando un'equazione alle derivate parziali (PDE) del tipo:
{\displaystyle \psi _{xx}+\psi _{yy}=\psi (x,y)}
si ha un dominio bidimensionale la cui frontiera è una linea parametrizzata da:
{\displaystyle x=\xi (s)\qquad y=\eta (s)}
In modo simile al caso dell'equazione ordinaria del secondo ordine, in ogni punto della frontiera del dominio della PDE si devono conoscere il valore della funzione {\displaystyle \psi (s)} e la sua derivata normale alla frontiera:
{\displaystyle {\frac {d\psi }{dn}}(s)=\mathbf {n} \cdot \nabla \psi }
dove {\displaystyle \nabla \psi (s)\,} è il gradiente. Solitamente il parametro {\displaystyle s} è il tempo.